# بیل شر
بیل شر (انگلیسی: Bill Scherr؛ زادهٔ ۲۷ ژوئیه ۱۹۶۱) کشتی‌گیر اهل ایالات متحده آمریکا بود.
وی در مسابقات کشوری و بین‌المللی در مجموع برندهٔ ۱ مدال طلا، ۲ مدال نقره، ۲ مدال برنز شده‌است.